# العلاقات الأذربيجانية الميانمارية
العلاقات الأذربيجانية الميانمارية هي العلاقات الثنائية التي تجمع بين أذربيجان وميانمار.

## مقارنة بين البلدين
هذه مقارنة عامة ومرجعية للدولتين:
| وجه المقارنة                                              | أذربيجان        | ميانمار          |
| --------------------------------------------------------- | --------------- | ---------------- |
| المساحة (كم2)                                             | 86.60 ألف       | 676.58 ألف       |
| عدد السكان (نسمة)                                         | 10.00 مليون     | 53.37 مليون      |
| الكثافة السكانية (ن./كم²)                                 | 115.47          | 78.88            |
| العاصمة                                                   | باكو            | نايبيداو، يانغون |
| اللغة الرسمية                                             | اللغة الأذرية   | اللغة البورمية   |
| العملة                                                    | مانات أذربيجاني | كيات ميانماري    |
| الناتج المحلي الإجمالي (بليون دولار)                      | 40.75 مليار     | 69.32 مليار      |
| الناتج المحلي الإجمالي (تعادل القوة الشرائية) بليون دولار | 171.56 مليار    | 282.95 مليار     |
| الناتج المحلي الإجمالي الاسمي للفرد دولار أمريكي          | 5.50 ألف        | 1.16 ألف         |
| الناتج المحلي الإجمالي للفرد دولار أمريكي                 | 17.52 ألف       |                  |
| مؤشر التنمية البشرية                                      | 0.751           | 0.536            |
| رمز المكالمات الدولي                                      | +994            | +95              |
| رمز الإنترنت                                              | .az             | .mm              |
| المنطقة الزمنية                                           | ت ع م+04:00     | ت ع م+06:30      |

## منظمات دولية مشتركة
يشترك البلدان في عضوية مجموعة من المنظمات الدولية، منها:
| علم المنظمة | اسم المنظمة                        | تاريخ انضمام أذربيجان | تاريخ انضمام ميانمار |
| ----------- | ---------------------------------- | --------------------- | -------------------- |
|             | مؤسسة التنمية الدولية              | 31 مارس 1995          | 5 نوفمبر 1962        |
|             | مؤسسة التمويل الدولية              | 11 أكتوبر 1995        | 3 ديسمبر 1956        |
|             | منظمة حظر الأسلحة الكيميائية       | ?                     | ?                    |
|             | الأمم المتحدة                      | 2 مارس 1992           | 19 أبريل 1948        |
|             | الاتحاد الدولي للاتصالات           | 10 أبريل 1992         | 15 سبتمبر 1937       |
|             | منظمة الشرطة الجنائية الدولية      | ?                     | ?                    |
|             | البنك الدولي للإنشاء والتعمير      | 18 سبتمبر 1992        | 3 يناير 1952         |
|             | الاتحاد البريدي العالمي            | ?                     | ?                    |
|             | وكالة ضمان الاستثمار متعدد الأطراف | 23 سبتمبر 1992        | 16 ديسمبر 2013       |
|             | بنك التنمية الآسيوي                | 1999                  | 1973                 |
|             | يونسكو                             | 3 يونيو 1992          | 27 يونيو 1949        |

## وصلات خارجية
- موقع وزارة الخارجية الأذربيجانية
- موقع وزارة الخارجية الميانمارية